# État de Lara
Pour les articles homonymes, voir Lara.
Le Lara est un État du Venezuela. Sa capitale est Barquisimeto. En 2011, sa population s'élève à 1 774 867 habitants.

## Histoire
À l'époque précolombienne son territoire était occupé par divers groupes d'indigènes soit les Caquetíos, les Jirajaras, les Gayones et les Achaguas. À l'époque coloniale et une bonne partie de la période durant l'indépendance, il appartenait à la province de Caracas. En 1859, il est connu comme étant l'État de Barquisimeto, par la suite en 1863, il acquiert les cantons de Barquisimeto, Cabudare, Quíbor, Tocuyo, Urdaneta et Carora. En 1866, il se fusionne avec l'État de Yaracuy. En 1879, avec l'État de Falcón et l'État de Yaracuy, à exception du district de Nirgua, il forme le Grand État du Nord d'Occident. Le 29 août 1881, il change de nom pour devenir l'État de Lara en hommage au héros de l'indépendance, le Général Jacinto Lara. En 1899, il perd son nom lorsque l'État de Barquisimeto et de Yaracuy se séparent, en 1901, il récupère le nom de Lara et en 1904 il se joint de nouveau  avec l'État de Yaracuy, mais avec le nom d'État de Lara. Finalement, en 1909, il se sépare définitivement et depuis lors, il garde le nom de Lara.

## Géographie
L'État de Lara occupe 2,15 % du territoire national.

### Situation
L'État de Lara est bordé au Nord par l'État de Falcón, au Sud par l'État de Portuguesa et l'État de Trujillo, à l'Est par l'État de Yaracuy et à l'Ouest par l'État de Zulia.

### Géologie et relief
Le relief est peu élevé, mais il est très varié.

### Climat
Entre 22 et 28 °C pour l'ensemble de l'État à l'année longue. À Barquisimeto, on enregistre une température moyenne de 24 °C et 464 mm. de pluie.

## Démographie, société et religions

### Démographie
En 2001, l'État de Lara avait une population de 1 556 415 habitants comparativement à 1 193 161 habitants en 1991. La densité de population est passée de 60,3 hab/km2 en 1990 à 79,9 hab/km2 en 2000. L'expansion commerciale, de services et industrielle a permis cette progression. En contrepartie, la population rurale décroît. La population urbaine était de 78 % en 1990 comparativement à  37 % en 1950. La population de l'État de Lara représente 6,51 % de la population nationale. 
Selon l'Institut national de la statistique (Instituto Nacional de Estadística en espagnol), la population a augmenté de 14,04 % entre 2001 et 2011 et s'élève à 1 774 867 habitants lors de ce dernier recensement :
| 1991      | 2001      | 2011      |
| --------- | --------- | --------- |
| 1 193 161 | 1 556 415 | 1 774 867 |

## Administration et politique

### Subdivisions
L'État est divisé en 9 municipalités totalisant 58 paroisses civiles :
| Municipalité       | Localisation | Chef-lieu    | Nombre de paroisses civiles | Paroisses civiles (capitales) | Population (2001) | Population (2011) |
| ------------------ | ------------ | ------------ | --------------------------- | --- | ----------------- | ----------------- |
| Andrés Eloy Blanco |              | Sanare       | 3                           | Pío Tamayo (Sanare) Quebrada Honda de Guache (La Bucarita) Yacambú (La Escalera) | 42 067            | 47 245            |
| Crespo             |              | Duaca        | 2                           | Fréitez (Duaca) José María Blanco (El Eneal) | 42 432            | 49 958            |
| Iribarren          |              | Barquisimeto | 10                          | Aguedo Felipe Alvarado (Bobare) Buena Vista (Buena Vista) Catedral (Barquisimeto) Concepción (Barquisimeto) El Cují (Barquisimeto) Juan de Villegas (Barquisimeto) Juárez (Río Claro) Santa Rosa (Barquisimeto) Tamaca (Barquisimeto) Unión (Barquisimeto) | 895 989           | 996 230           |
| Jiménez            |              | Quíbor       | 8                           | Coronel Mariano Peraza (La Ceiba) Cuara (Cuara) Diego de Lozada (Cubiro) José Bernardo Dorante (El Hato) Juan Bautista Rodríguez (Quíbor) Paraíso de San José (Agua Negra) San Miguel (San Miguel) Tintorero (Tintorero) | 81 484            | 100 997           |
| Morán              |              | El Tocuyo    | 8                           | Anzoátegui (Anzoátegui) Bolívar (El Tocuyo) Guarico (Guarico) Hilario Luna y Luna (Villanueva) Humocaro Alto (Humocaro Alto) Humocaro Bajo (Humocaro Bajo) La Candelaria (Guaitó) Morán (Barbacoas) | 112 484           | 123 880           |
| Palavecino         |              | Cabudare     | 3                           | Agua Viva (Agua Viva) Cabudare (Cabudare) José Gregorio Bastidas (Los Rastrojos) | 134 402           | 174 099           |
| Simón Planas       |              | Sarare       | 3                           | Buría (Manzanita) Gustavo Vegas León (La Miel) Sarare (Sarare) | 28 787            | 35 802            |
| Torres             |              | Carora       | 17                          | Altagracia (Altagracia) Antonio Díaz (Curarigua) Camacaro (Río Tocuyo) Castañeda (Atarigua) Cecilio Zubillaga (La Pastora) Chiquinquirá (Aregue) El Blanco (Quebrada Arriba) Espinoza de los Monteros (Arenales) Heriberto Arroyo (El Paradero) Lara (San Pedro) Las Mercedes (Burere) Manuel Morillo (El Empedrado) Montaña Verde (Palmarito) Montes de Oca (San Francisco) Reyes Vargas (Parapara) Torres (El Jabón) Trinidad Samuel (Carora) | 164 045           | 185 275           |
| Urdaneta           |              | Siquisique   | 4                           | Moroturo (Santa Inés) San Miguel (Aguada Grande) Siquisique (Siquisique) Xaguas (Baragua) | 54 725            | 61 381            |
| Total              |              |              | 58                          | | 1 556 415         | 1 774 867         |

### Organisation des pouvoirs
Le pouvoir exécutif est l'apanage du gouverneur. L'actuel gouverneur est Adolfo Pereira, depuis le 26 octobre 2020. Celui-ci est candidat à sa propre succession aux élections régionales de novembre 2021 représentant le parti socialiste unifié du Venezuela, du président Nicolás Maduro et est élu avec 45.91 % des voix.
| Photo | Scrutin | Période                               | Nom du gouverneur        | Parti politique | Résultat électoral | Notes |
| ----- | ------- | ------------------------------------- | ------------------------ | --------------- | ------------------ | --- |
|       | 1989    | 1989-1992                             | José Mariano Navarro     | AD              | 40.32 %            | Premier gouverneur élu aux élections directes                                                                       |
|       | 1992    | 1992-1994                             | José Mariano Navarro     | AD              | 35.79 %            | |
|       | ?       | 1994-1995                             | José Mariano Navarro     | AD              | 49.61 %            | |
|       | 1995    | 1995-1998                             | Orlando Fernández Medina | MAS             | 50.36 %            | |
|       | 1998    | 1998-2000                             | Orlando Fernández Medina | MAS             | 53.53 %            | |
|       | 2000    | 2000-2004                             | Luis Reyes Reyes         | MVR             | 62.07 %            | |
|       | 2004    | 2004-2008                             | Luis Reyes Reyes         | MVR             | 63.56 %            | |
|       | 2008    | 2008-2012                             | Henri Falcón             | PSUV            | 73.62 %            | |
|       | 2012    | 2012-2017                             | Henri Falcón             | AP              | 54.66 %            | |
|       | 2017    | 2017 - 25 octobre 2020                | Carmen Meléndez          | PSUV            | 57.61 %            | Départ du poste à sa nomination comme ministre vénézuélienne des Relations intérieures, de la Justice et de la Paix |
|       | -       | 26 octobre 2020 - 21 novembre 2021    | Adolfo Pereira           | PSUV            | -                  | Prête serment le 26 octobre 2020 devant le conseil législatif de l'État de Lara                                     |
|       | 2021    | Depuis le 22 novembre 2021 (en cours) | Adolfo Pereira           | PSUV            | 45.91 %            | Élu à sa propre succession, actuel gouverneur                                                                       |

## Économie
La capitale et principale ville de l'État, Barquisimeto, concentre les activités du secteur tertiaire : banques, commerces, services et organismes financiers. La liaison ferroviaire avec le port de commerce de Puerto Cabello sur l'océan Atlantique favorise l'écoulement des marchandises de son secteur industriel et manufacturier, comme l'agroalimentaire et le textile. Les abords immédiats de l'agglomération, présentent, sur 2 500 km2, de bonnes conditions à la production agricole, comme l'élevage (bovins, porcs, chèvres, oiseaux) et le maraîchage (pommes de terre, oignons, raisins, canne à sucre, ananas, café).

## Culture

### Événements culturels
Chaque année, les gens fêtent la Divine Bergère (Divina Pastora), le 14 janvier.

## Sources
- (es) Cet article est partiellement ou en totalité issu de l’article de Wikipédia en espagnol intitulé « Anexo:Gobernador de Lara » (voir la liste des auteurs).